# Сигонь
Сиго́нь (фр. Sigogne) — коммуна во Франции, находится в регионе Пуату — Шаранта. Департамент — Шаранта. Входит в состав кантона Жарнак. Округ коммуны — Коньяк.
Код INSEE коммуны — 16369.
Коммуна расположена приблизительно в 400 км к юго-западу от Парижа, в 105 км южнее Пуатье, в 27 км к западу от Ангулема.

## Население
Население коммуны на 2008 год составляло 1021 человек.
| 1962 | 1968 | 1975 | 1982 | 1990 | 1999 | 2008 |
| ---- | ---- | ---- | ---- | ---- | ---- | ---- |
| 930  | 950  | 914  | 883  | 946  | 896  | 1021 |

## Экономика
Основу экономики составляет виноградарство.
В 2007 году среди 635 человек в трудоспособном возрасте (15—64 лет) 472 были экономически активными, 163 — неактивными (показатель активности — 74,3 %, в 1999 году было 75,2 %). Из 472 активных работали 431 человек (244 мужчины и 187 женщин), безработных было 41 (21 мужчина и 20 женщин). Среди 163 неактивных 45 человек были учениками или студентами, 58 — пенсионерами, 60 были неактивными по другим причинам.

## Достопримечательности
- Церковь Сен-Мартен (XII век). Исторический памятник с 1957 года[3]
- Усадьба Рюль (XVII век). Памятник культурного наследия[4]

## Фотогалерея

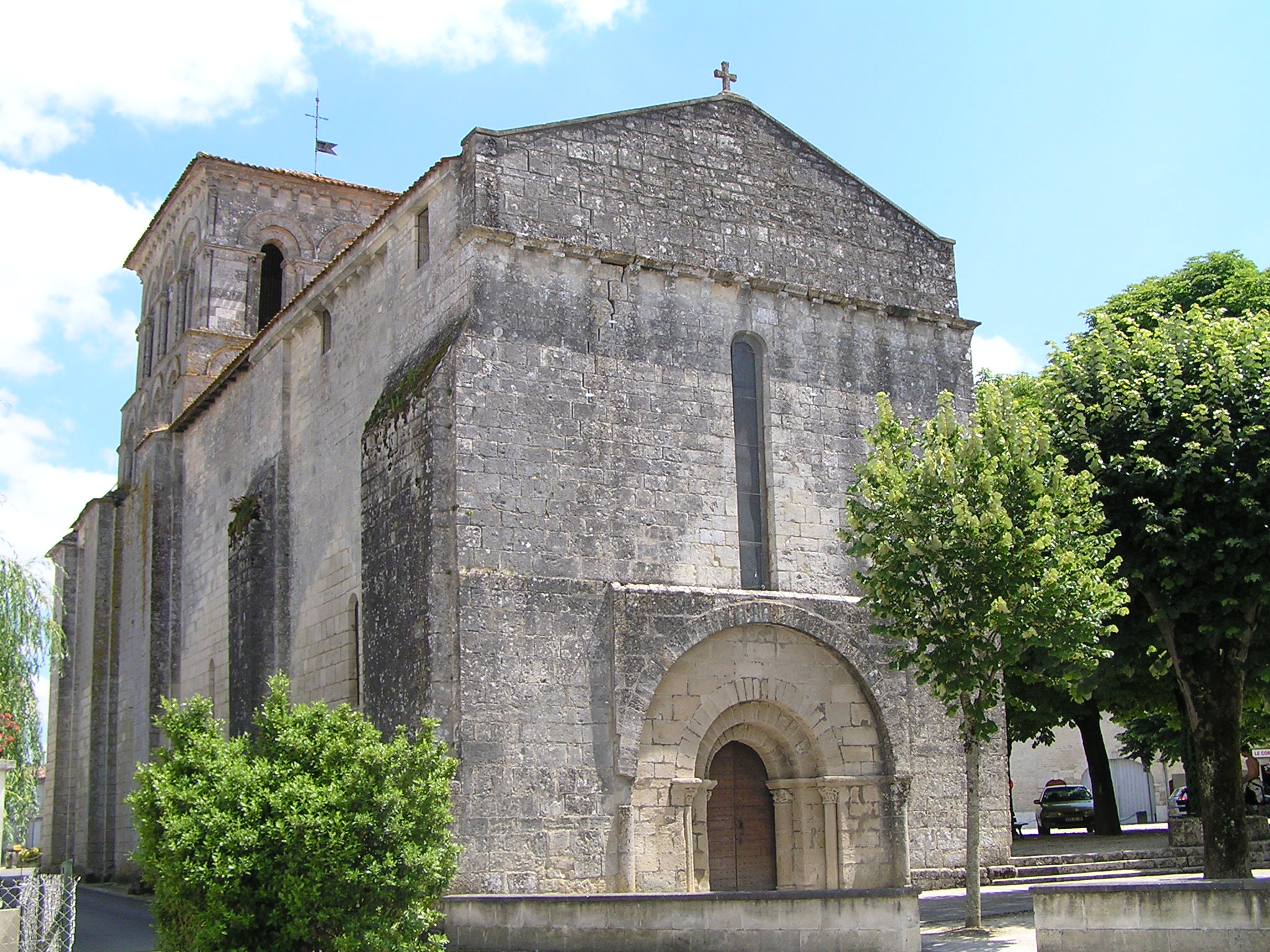
Церковь Сен-Мартен
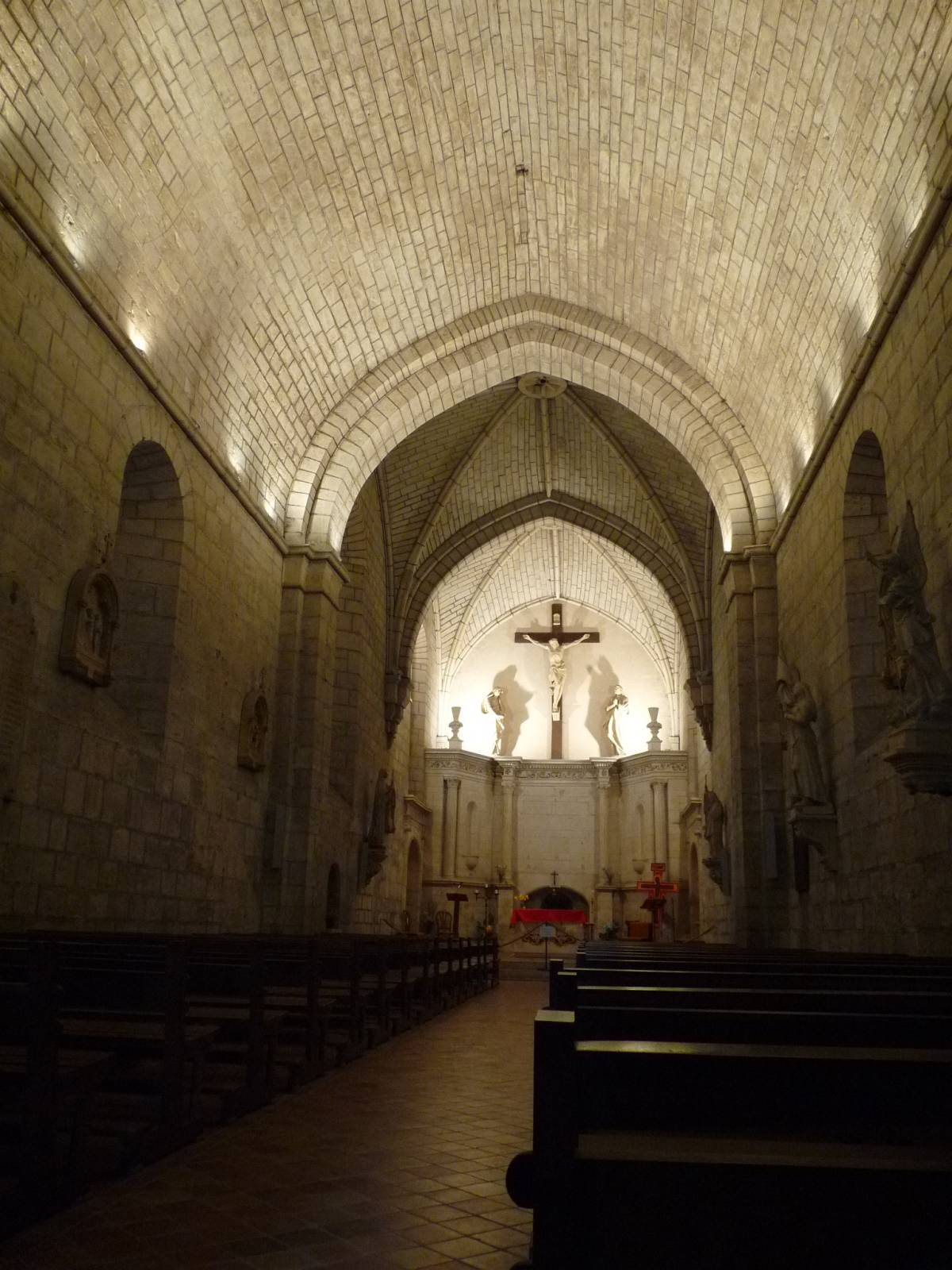
Интерьер церкви Сен-Мартен
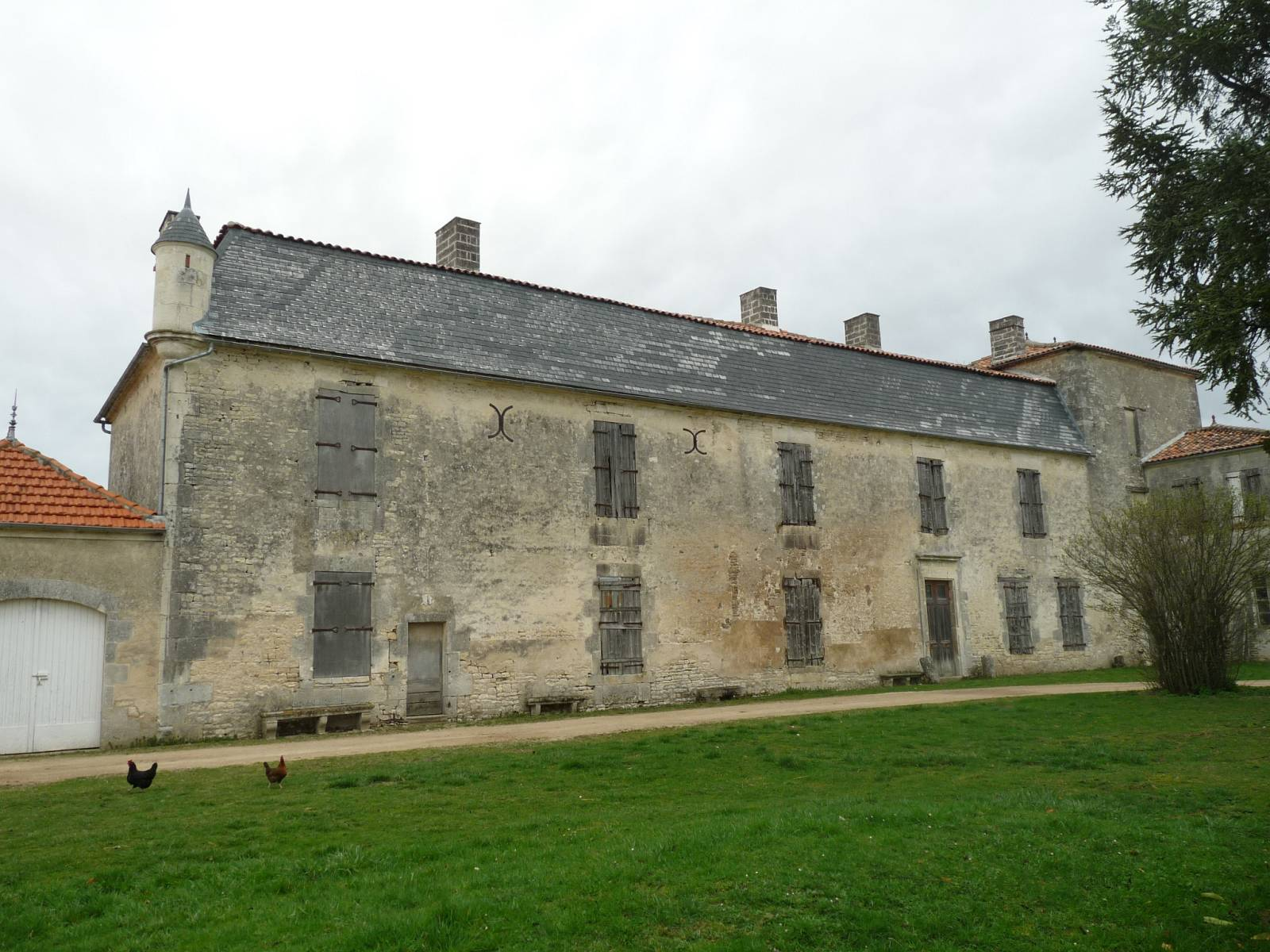
Усадьба Рюль